# Marie d'Autriche (1584-1649)
L'archiduchesse Marie d'Autriche (en allemand : Erzherzogin Maria von Österreich), née à Innsbruck, le 16 juin 1584, où elle est morte le 2 mars 1649, fille de Ferdinand de Tyrol et de sa seconde épouse Anne-Catherine de Mantoue, est un membre de la maison de Habsbourg devenue religieuse,.

## Biographie
En 1612, Marie d'Autriche entre en religion, dans l'Ordre des Servites de Marie. Lorsque sa mère, Anne-Catherine de Mantoue, devint veuve, en 1595, elle était également entrée dans l'ordre des Servites de Marie.
Hans von Aachen est l'auteur de son portrait de cour. Les portraits de Marie et de sa mère sont encore suspendus dans le cloître de l'Église des Servites de Marie d'Innsbruck, auprès de la sépulture de la mère et de la fille. Les deux sarcophages dorés sont superposés, chacun étant identifié par une inscription, celui d'Anne est plus richement orné, notamment d'une couronne et de deux sceptres croisés sur un coussin. Le double tombeau est surmonté de la barrette archiducale d'Anne, conservée sous verre.

## Galerie

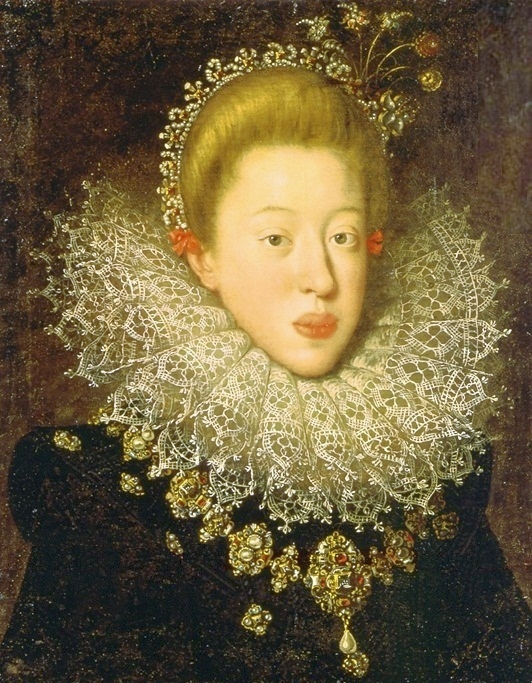
Hans von Aachen, Portrait de l'archiduchesse Marie d'Autriche, 1604. Huile sur toile, National Art Gallery.